# 圣马利亚堂 (金奈)
圣马利亚堂（St. Mary's Church）位于印度金奈的圣乔治堡，是苏伊士运河以东最古老的圣公会教堂，也是印度最古老的英国建筑，被称为“东方的西敏寺”。

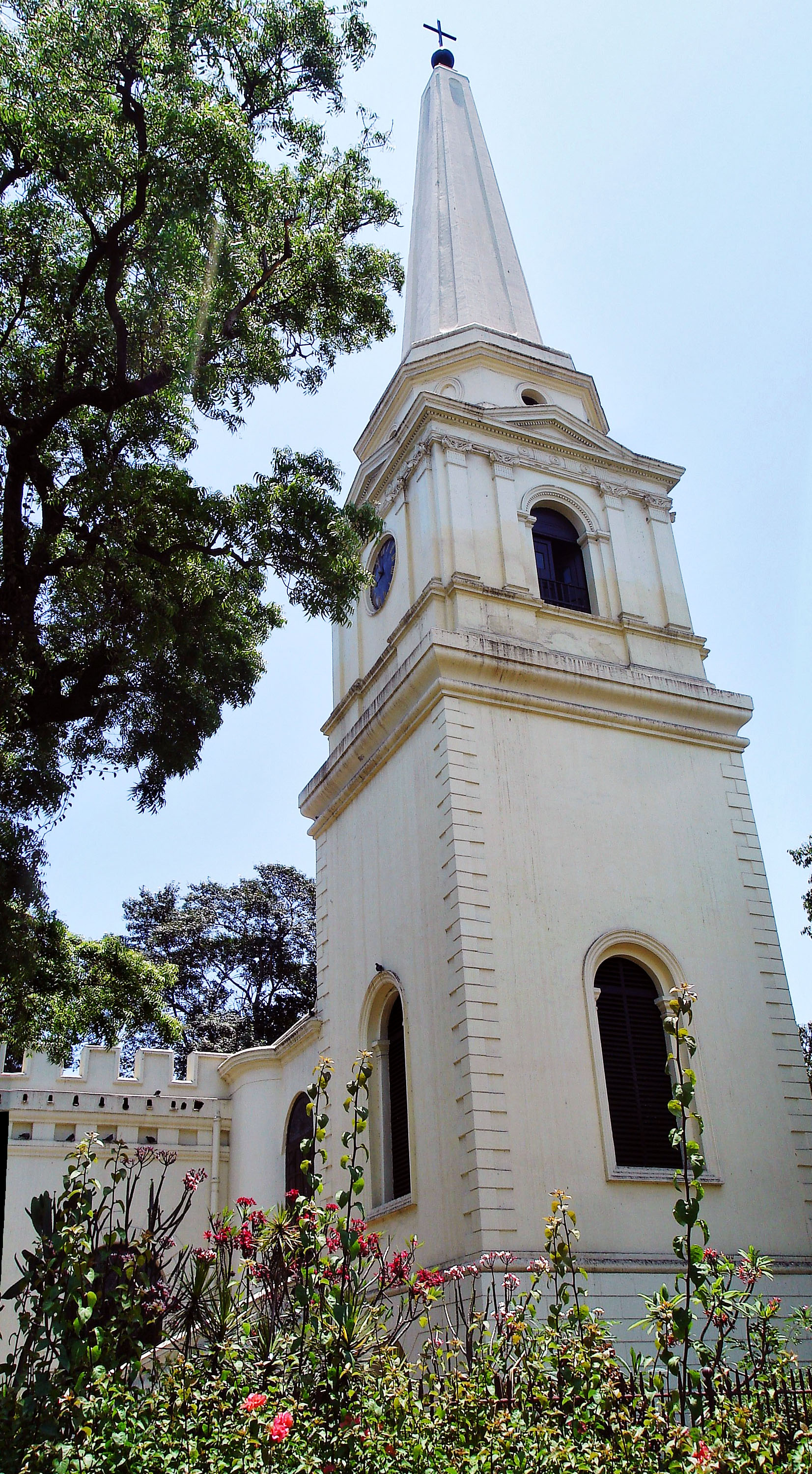
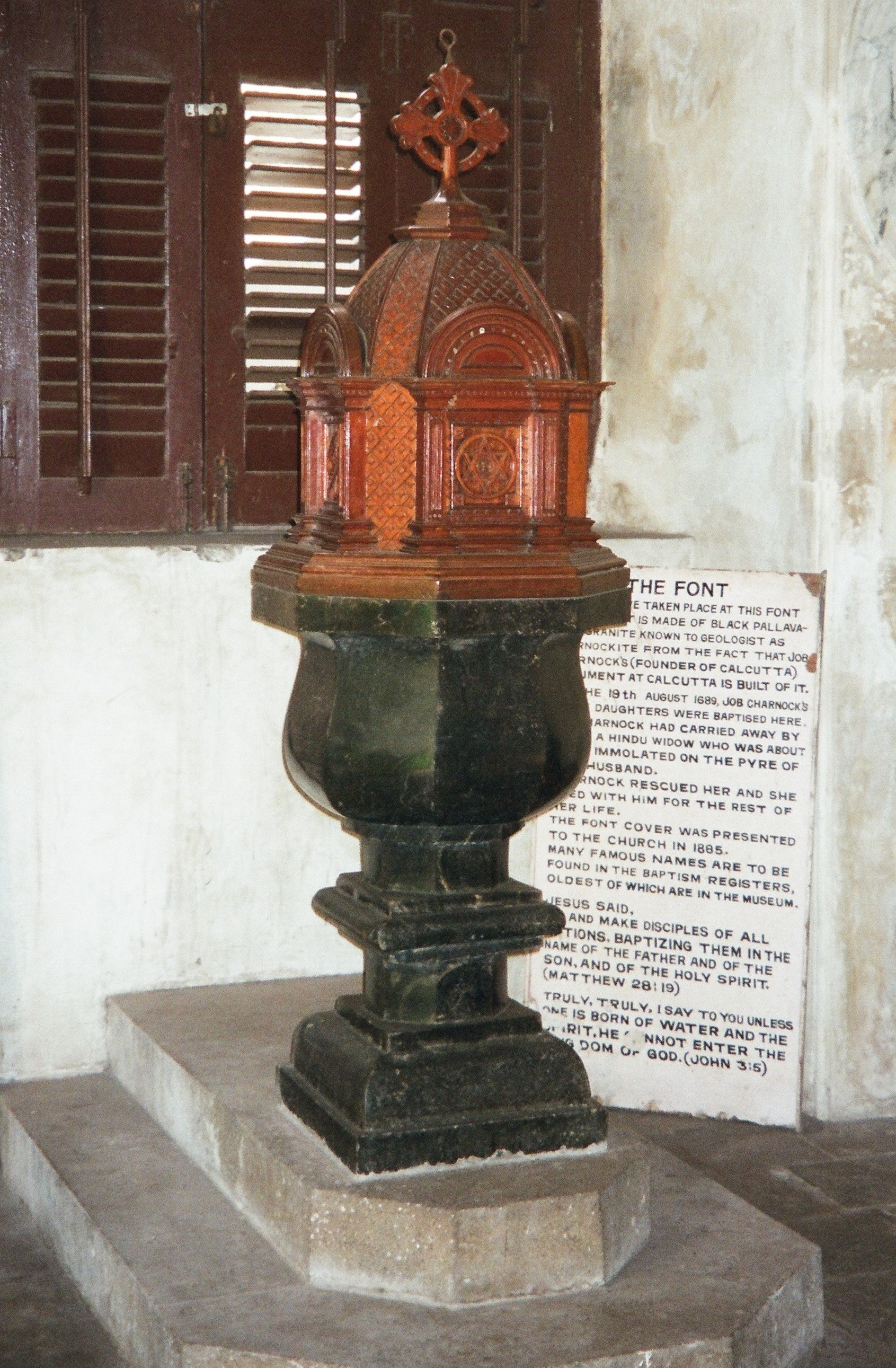
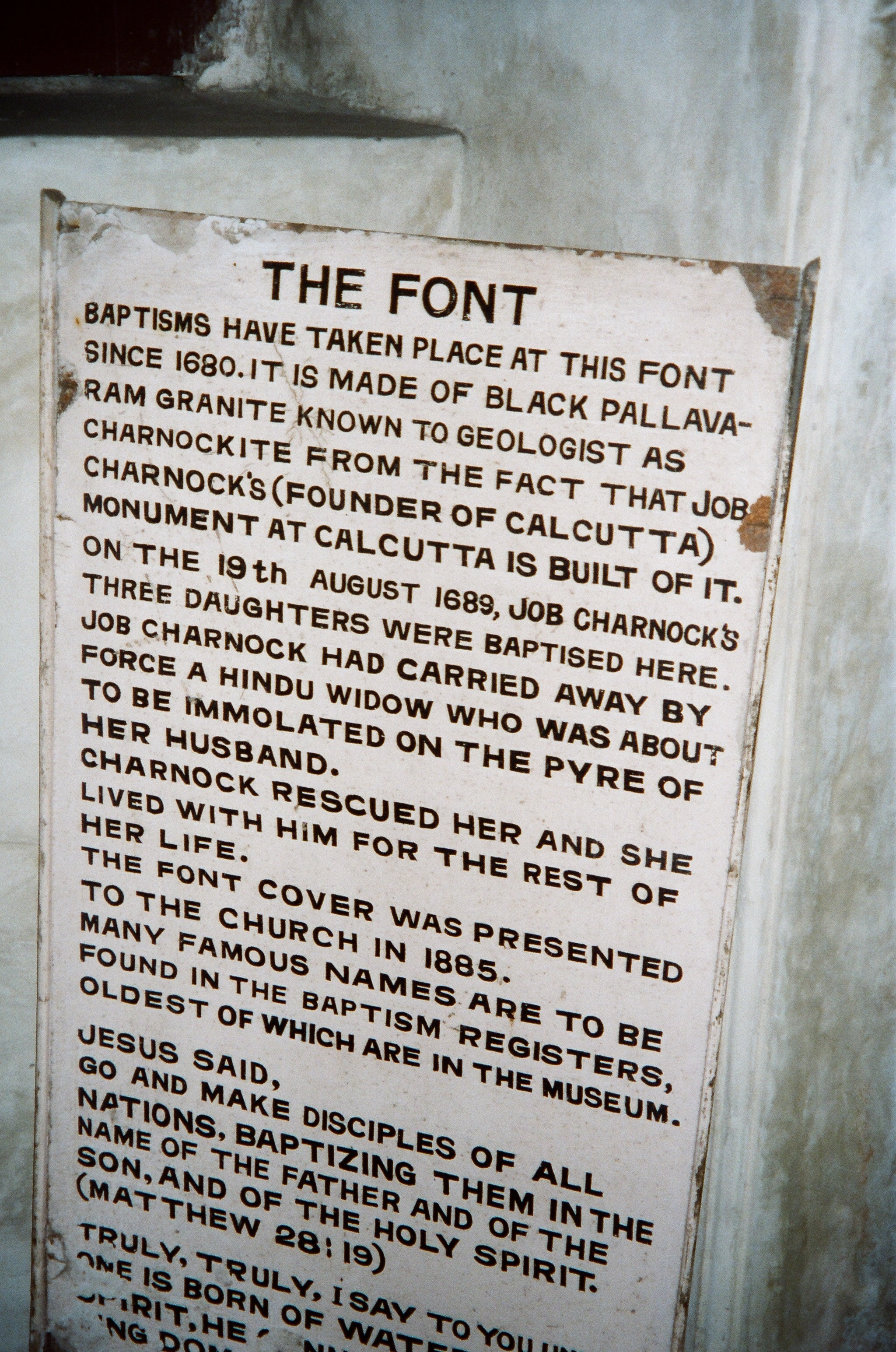